# Mary Ann Lippitt
Mary Ann Lippitt, née le 29 juin 1918 et morte le 18 juin 2006, est une pilote, femme d'affaires et philanthrope américaine. Elle fonde, après la Seconde Guerre mondiale, une entreprise d'aviation, Lippitt Aviation Services, Inc..

## Jeunesse
Mary Ann Lippitt nait le 29 juin 1918 à Beverly Farms, dans le Massachusetts, dans une famille ancienne et influente du Rhode Island. Son père est le sénateur Henry F. Lippitt (en) et sa mère est la golfeuse Lucy Hayes Herron. Ses grands-parents paternels sont Henry Lippitt (en), qui a également été gouverneur de Rhode Island, et Mary Ann Balch Lippitt, dont elle porte le nom. Elle a un frère, Frederick Lippitt (en), qui est officier militaire et homme politique,. Dans la famille plus éloignée, sa tante est Helen Herron Taft, l'épouse du président William H. Taft, tandis que son oncle est Charles W. Lippitt (en), gouverneur de Rhode Island,. Elle est également la cousine du sénateur John Chafee et du gouverneur Lincoln Chafee,.  
Elle est scolarisée à la Gordon School (en) à Providence puis à la Foxcroft School (en) en Virginie d'où elle est diplômée en 1936.  
En 1931, alors qu'elle est une jeune adolescente, elle participe au championnat national de tennis sur gazon pour filles. Elle rejoint, après ses études la Croix-Rouge du Rhode Island. Elle entre chez les dames grises de la Croix-Rouge américaine, un groupe de femmes volontaires dans les hôpitaux américains, et devient par la suite aide-soignante. Durant la Seconde Guerre mondiale, elle suit une formation à Fort Devens (en) pour travailler avec des patients en psychiatrie. 

## Carrière

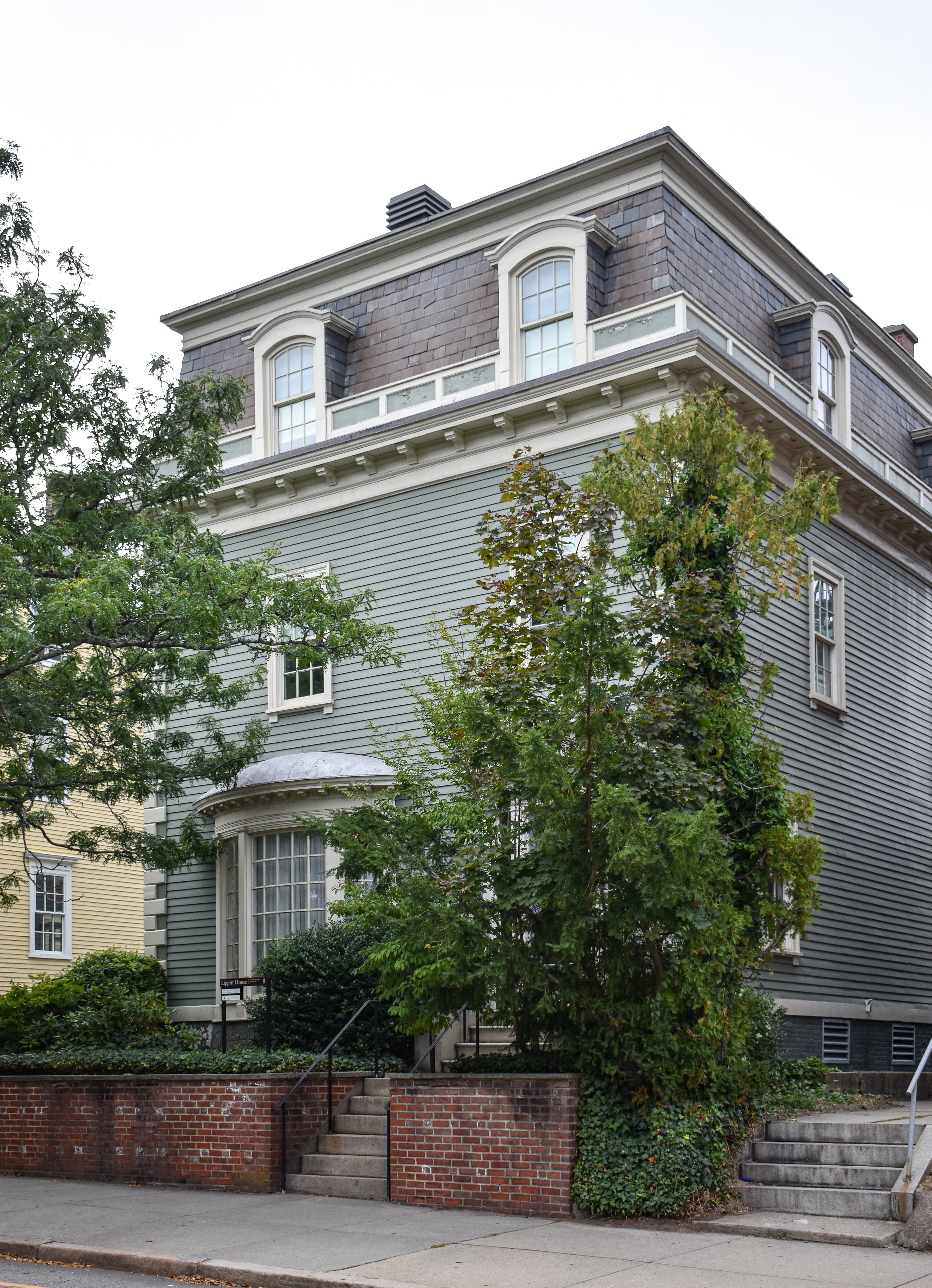
La maison que Mary Ann Lippitt et Frederick Lippitt partageaient à Providence, et qui appartient désormais à l'université Brown.

En 1944, lors d'une visite à Hot Springs en Virginie, elle apprend à piloter,,. Bien vite elle devient une bonne pilote et travaille comme instructructrice de vol. Elle occupera un poste au service postal aérien du Rhode Island durant la fin de la Seconde Guerre mondiale. Peu de femmes sont pilotes à l'époque, l'État du Rhode Island n'en comptant qu'une douzaine.
En 1946, elle crée Lippitt Aviation Services, un service d'affrètement, de réparation et d'instruction avec une flotte de quatre avions, basée à l'aéroport T. F. Green (anciennement l'aéroport Hillgrove) à Warwick (Rhode Island),,. Elle devient l'une des premières femmes chefs d'entreprise du Rhode Island et une pilote accomplie avec plus de 3 000 heures de vol en solo,.
En 1956, lors de sa participation à l'International Women's Air Race (course aérienne internationale féminine), le mauvais temps entraine un atterrissage d'urgence à Buffalo, dans l'État de New York.
En 1972, elle vend sa société, et entreprend des actions caritatives. Elle siège ainsi au conseil d'administration de la Croix-Rouge du Rhode Island ou au conseil d'administration de nombreuses associations de l'État. En 2001, elle fait un don de 1 million de dollars à la bibliothèque publique de Providence où elle avait été membre du conseil d'administration de 1985 à 1993. Une branche de la bibliothèque est ensuite nommée en son honneur. En 2004, elle et son frère reçoivent la médaille du président de l'université Brown pour leur philanthropie.

## Vie privée
Mary Ann Lippitt a vécu avec son frère jusqu'à la mort de ce dernier en 2005. Il lègue 6 millions de dollars à l'université Brown, sous la forme de deux dotations pour deux chaires universitaires. La première des deux est au nom de Mary Ann et sera consacrée à l'histoire américaine.
Elle décède le 18 juin 2006 à Providence à l'âge de 87 ans. Elle est enterrée, avec son frère, au cimetière de Swan Point. La maison, estimée à plus de 2,3 millions de dollars, qu'elle partageait avec lui, est donnée à l'université Brown après sa mort. La maison ne pourra être divisée en appartements que 30 ans après la mort de Mary Ann. Le Centre pour l'étude de la race et de l'ethnicité en Amérique (Center for the Study of Race and Ethnicity in America) de l'université est désormais situé dans la demeure. 
En 2013, elle est intronisée au Rhode Island Aviation Hall of Fame,.